# Franz Koch
Pour les articles homonymes, voir Koch.
Franz (Paul) Koch, né le 1er septembre 1898 à Munich (alors Empire allemand), ville où il est mort le 28 avril 1959, est un directeur de la photographie allemand.

## Biographie
Franz Koch entame sa carrière de chef opérateur dans sa ville natale, sur le film muet allemand Der Kopf des Gonzalez de Franz Osten (1920). Suivent cent-cinquante-et-un films (dont de nombreux autres muets), majoritairement allemands ou en coproduction, le dernier étant Musique de mon cœur d'Helmut Weiss (avec Wolf Albach-Retty et Willy Hagara), sorti le 28 janvier 1959 — trois mois avant sa mort, à 60 ans —.
Dans l'intervalle, citons La Fiancée vendue de Max Ophüls (1932, avec Jarmila Novotná et Otto Wernicke), Les Gens du voyage de Jacques Feyder (coproduction franco-allemande tournée en version française et en version allemande, 1938, avec Françoise Rosay dans les deux versions et Hans Albers dans la version allemande), Carl Peters d'Herbert Selpin (1941, avec Hans Albers dans le rôle-titre et Karl Dannemann), ou encore Des roses pour Bettina de Georg Wilhelm Pabst (1956, avec Willy Birgel et Ivan Desny).

## Filmographie partielle

### Période du muet
- 1920 : Der Kopf des Gonzalez de Franz Osten
- 1923 : Der Weg zum Licht (en) de Géza von Bolváry
- 1924 : Die Tragödie einer Liebesnacht (en) de Franz Osten
- 1925 : Der Schuß im Pavillon (en) de Max Obal
- 1926 : Der Jäger von Fall (en) de Franz Seitz
- 1927 : Valencia (en) (Du schönste aller Rosen) de Jaap Speyer
- 1928 : Ein besserer Herr (en) de Gustav Ucicky
- 1929 : Links der Isar - rechts der Spree (en) de Franz Seitz

### Période du parlant

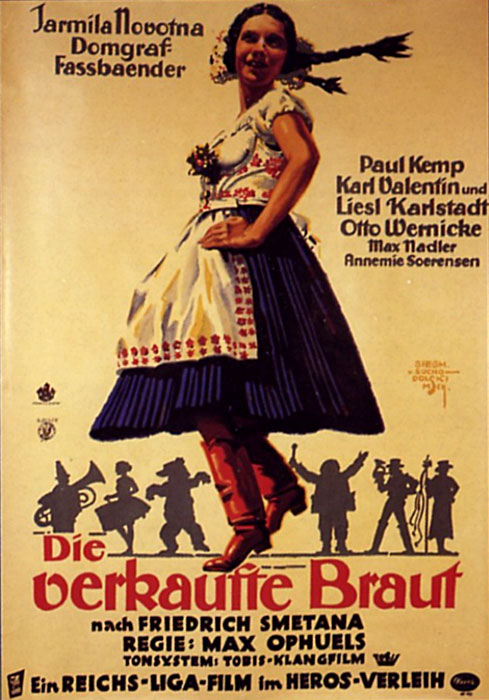
La Fiancée vendue (1932), poster promotionnel

- 1930 : Boycott (en) (Boykott) de Robert Land
- 1931 : Die große Attraktion de Max Reichmann
- 1932 : Der Prinz von Arkadien de Karl Hartl
- 1932 : La Fiancée vendue (Die verkaufte Braut) de Max Ophüls
- 1933 : Eine Frau wie Du (en) de Carl Boese
- 1933 : S.A.-Mann Brand de Franz Seitz
- 1934 : Un de la montagne de Serge de Poligny (film suisse)
- 1935 : Le Triomphe de la volonté (Triumph des Willens) de Leni Riefenstahl (documentaire)
- 1935 : Henker, Frauen und Soldaten de Johannes Meyer
- 1936 : Die Drei um Christine (en) de Hans Deppe
- 1937 : Le Drapeau jaune (Die gelbe Flagge) de Gerhard Lamprecht
- 1938 : Les Orchidées rouges (en) (Rote Orchideen) de Nunzio Malasomma
- 1938 : Fahrendes Volk (en) de Jacques Feyder
- 1938 : Les Gens du voyage de Jacques Feyder (version française de Fahrendes Volk)
- 1939 : Drame à Canitoga (en) (Wasser für Canitoga) d'Herbert Selpin
- 1941 : Carl Peters d'Herbert Selpin
- 1942 : Sieben Jahre Glück (en) d'Ernst Marischka
- 1943 : Tonelli (en) de Victor Tourjanski
- 1944 : Orient-Express de Victor Tourjanski
- 1945 : Wo ist Herr Belling? d'Erich Engel (film inachevé)
- 1949 : Nachtwache (en) d'Harald Braun
- 1950 : Vom Teufel Gejagt (en) de Victor Tourjanski
- 1950 : Le baiser n'est pas un péché (Küssen ist keine Sünd) d'Hubert Marischka
- 1952 : Haus des Lebens de Karl Hartl
- 1953 : Ehe für eine Nacht (en) de Victor Tourjanski
- 1954 : Le Beau Danube bleu (Ewiger Walzer) de Paul Verhoeven
- 1955 : Das Schweigen im Walde (en) d'Helmut Weiss
- 1955 : Valse royale (Königswalzer) de Victor Tourjanski
- 1956 : Die Geierwally (de) de František Čáp
- 1956 : Des roses pour Bettina (Rosen für Bettina) de Georg Wilhelm Pabst
- 1959 : Der Schäfer vom Trutzberg (en) d'Eduard von Borsody
- 1959 : Musique de mon cœur (Mein ganzes Herz ist voll Musik) d'Helmut Weiss